# Crossraguel Abbey

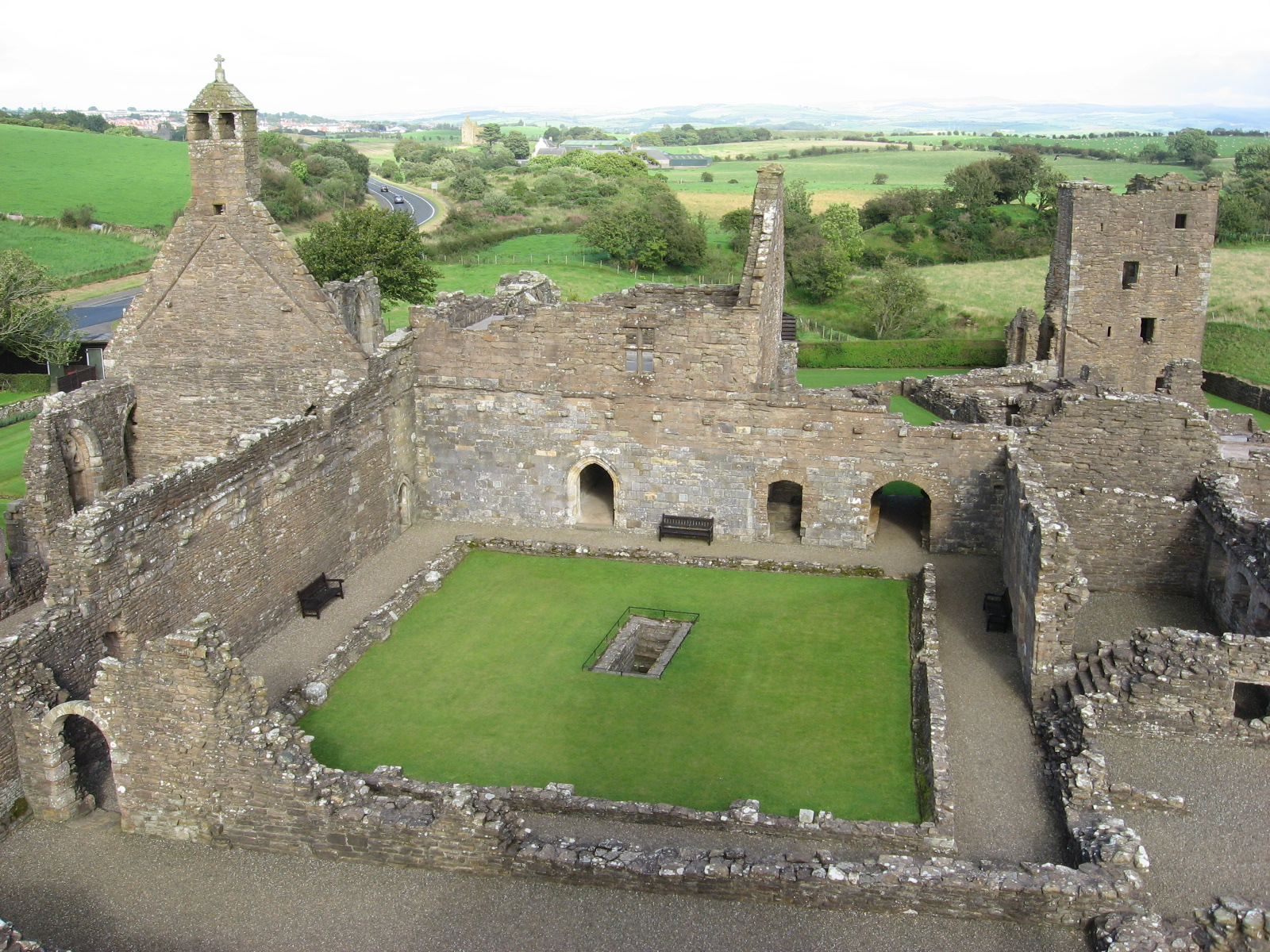
Crossraguel Abbey

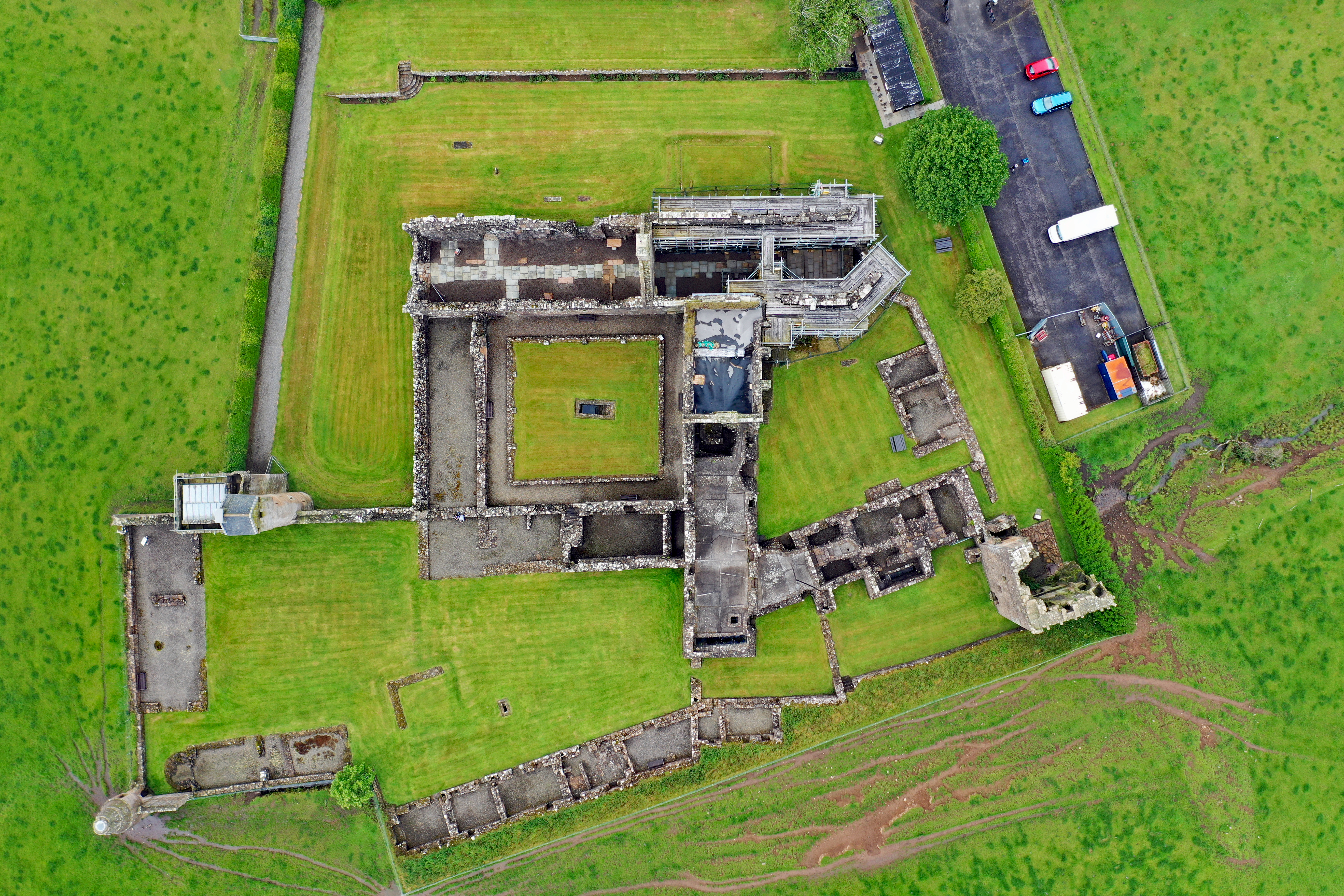
Luftaufnahme

Die Crossraguel Abbey ist die Ruine einer Benediktinerabtei nahe der schottischen Ortschaft Maybole in der Council Area South Ayrshire. Die Anlage ist als Scheduled Monument denkmalgeschützt. Eine zusätzliche Listung in den schottischen Denkmallisten in der höchsten Denkmalkategorie A wurde 2018 aufgehoben.

## Geschichte
Möglicherweise war Crossraguel bereits seit dem vierten Jahrhundert ein christlicher Standort in Schottland. Der Name könnte sich von Cross of Raighail („Kreuz des Regulus“) ableiten und auf ein freistehendes Kreuz hindeuten. Regulus war ein griechischer Mönch, der im vierten Jahrhundert nach Schottland floh. Donnchadh, Earl of Carrick schenkte Paisley Abbey vor 1214/1216 die Ländereien. Zu dieser Zeit entstand jedoch lediglich ein kleines Oratorium. Der Bischof von Glasgow schlichtete 1244 einen Streit zwischen Earl Donnchadh und den Mönchen, indem er den Mönchen anwies, in Crossraguel ein Tochterkloster einzurichten. Wann die Abtei fertiggestellt wurde, kann nicht exakt bestimmt werden. Der erste Abt wurde im Jahr 1286 eingesetzt.
Während der Schottischen Unabhängigkeitskriege war Robert the Bruce König von Schottland. Gleichzeitig fungierte er als Earl of Carrick, weshalb die Abtei ihm die Treue hielt. Aus diesem Grund wurden die Gebäude im Lauf des Krieges schwer beschädigt. Das Kloster wurde daraufhin im 14. und 15. Jahrhundert umfassend wiederaufgebaut und erweitert. Der Großteil der heutigen Ruinen stammt aus dieser Zeit. Im Laufe des 16. Jahrhunderts wurden die Gebäude überarbeitet. Im Zuge der schottischen Reformation wurde Crossraguel Abbey abermals schwer beschädigt. Die letzten Mönche gaben die Anlage wohl um 1592 auf.